# Ericeia congregata
Ericeia congregata là một loài bướm đêm trong họ Erebidae.